# Paul (Covilhã)
Pour les articles homonymes, voir Paul.
Paul est une ville portugaise du district de Castelo Branco.
La commune se situe à proximité du sommet le plus haut du Portugal continental, la Serra da Estrela.

## Histoire
Bien que récente, les premières traces connues de l'agglomération de Paùl remontent à 1615.
De plus, des caractéristiques montrent que la présence humaine dans la région remonte à plusieurs siècles, avec la présence de Phéniciens, de Grecs, de Romains et d'Arabes.
Les traces du passage des Phéniciens (-5000; -4000) sont les espèces végétales qu'ils ont cultivées, telles que l'olivier et des espèces de vigne qu'ils dominent toujours le paysage de Paùl.
Les Grecs furent les introducteurs des murs de soutènement des terres, les terrasses, que les habitants de Paùl ont nommé "batréus".
Les Romains ont marqué leur présence par ce qui reste unique dans la région, la présence de moulins à eau, dont le plus ancien date de 1327. Rappelez-vous qu'ils étaient experts dans la construction de barrages et canaux d'assainissement du sol.
En ce qui concerne l'héritage arabe, nous avons la présence des réservoirs d'eau locaux et les légendes locales.
Et enfin, dans un document religieux du 15 septembre 1615, on trouve une référence au "lieu-dit" Paùl.
Dans "Arquivo da Torre do Tombo", vol. 28, document 95, page 605 de Dictionnaire Géographique se trouve un document daté de 1753 qui stipule:
"Il est ce lieu de Paùl dans la province de Beira Baixa, dans l'évêché de Guarda, près du Village de Govilham et distant de la Serra da Estrela par le sud d'à peine plus d'une lieue".
Le nom de Paùl prendrait son origine dans le nom "d'une tourbière ou de marécages, qui se trouvait près du bourg, au milieu des prairies".
Ce bourg était un Prieuré Royal, "libre de impôt, taxe ou servitude seigneuriale, reconnaissant comme seul seigneur le tout-puissant Roi du Portugal, seul habillité à décider des impôts ou directives (...)".
Le patrimoine archéologique connu de Paùl est "l'important héritage d'instruments liés à l'activité de boulangerie traditionnelle et de fraisage".
La paroisse du bourg "est soumise à un village du nom de Cortes Debaixo, qui compte dix-huit voisins; elle est composée de deux églises situées à Serra da Estrela et Erada, dans lesquelles le curé réalise des cures annales".
Librement et sans aucune taxe "les villages voisins utiliseront l'eau de la rivière pour l'agriculture et la pêche, car il n'est interdit à personne de pêcher dans ces eaux, sauf dans les mois interdits par les lois de ce Royaume. Quaisi chaque année sont vus des hommes ailleurs nommée Ourives ou Oureiros laver les sables de la rivière, disant rechercher de l'or".